# Llista d'estadis de futbol amb més capacitat del món
Els estadis de futbol amb major capacitat del món.

## Llista
Per a la realització d'aquesta llista es contemplen les consideracions següents:
- S'hi inclouen estadis de futbol que són seu permanent d'un club de futbol professional o una selecció nacional absoluta tant masculina com femenina.
- Estan agregats estadis amb un ús eventual com a seu de tornejos majors de seleccions nacionals (Copa Mundial de Futbol, Tornejos continentals, Copa Confederacions o eliminatòries per als dos primers). També per la seva rellevància s'hi inclouen els que van albergar el Torneig Olímpic.
- S'exclouen estadis amb utilització ocasional per a partits amistosos i que no estiguin predeterminats per a la pràctica del futbol, per la qual cosa no es troben estadis de futbol americà, atletisme, rugbi o criquet usats per a això.
- Únicament s'esmentaran estadis inaugurats i d'ocupació vigent.

| #    | Imatge | Estadi                                | Capacitat | Ciutat              | Pais            | Equip                                                             | Rècord                                                         | Any                |
| ---- | ------ | ------------------------------------- | --------- | ------------------- | --------------- | ----------------------------------------------------------------- | -------------------------------------------------------------- | ------------------ |
| 1.   |        | Estadi Rungrado Primer de Maig        | 114.000   | Pyongyang           | Corea del Nord  | Corea del Nord                                                    | El més gran del món                                            | 1989               |
| 2.   |        | Melbourne Cricket Ground              | 100.024   | Melbourne           | Austràlia       | Selecció d'Austràlia                                              | El més gran d'Oceania                                          | 1853 (1992) (2006) |
| 3.   |        | Camp Nou                              | 99.354    | Barcelona           | Catalunya       | Futbol Club Barcelona                                             | El més gran d'Europa                                           | 1957 (1982)        |
| 4.   |        | Estadi Soccer City                    | 94.736    | Johannesburg        | Sud-àfrica      | Kaizer Chiefs Football Club Selecció de Sud-áfrica                | El més gran d'Àfrica                                           | 1989 (2009)        |
| 5.   |        | Rose Bowl Stadium                     | 92.600    | Pasadena            | Estats Units    | Institut Tecnològic de Califòrnia                                 | El més gran d'Amèrica                                          | 1922               |
| 6.   |        | Wembley Stadium                       | 90.000    | Londres             | Anglaterra      | Selecció d'Anglaterra                                             | El més gran del Regne Unit                                     | 2007               |
| 7.   |        | Estadi Azteca                         | 87.523    | Ciutat de Mèxic     | Mèxic           | Club América Cruz Azul FC Selecció de Mèxic                       | El més gran d'Amèrica Llatina                                  | 1966 (1985)        |
| 8.   |        | Estadi Nacional Bukit Jalil           | 87.411    | Kuala Lumpur        | Malàisia        | Selecció de Malàisia                                              | El més gran de Malàisia                                        | 1996               |
| 9.   |        | Estadi Borg El Arab                   | 86.000    | Alexandria          | Egipte          | Selecció d'Egipte                                                 | El més gran d'Egipte                                           | 2006               |
| 10.  |        | Estadi de la Juventud Índia           | 85.000    | Calcuta             | Índia           | Selecció de l'índia, Atlètic de Kolkata, Mohun Bagan, East Bengal | El més gran d'Índia                                            | 1984 (2011) (2017) |
| 11.  |        | Stadium Australia                     | 83.500    | Sydney              | Austràlia       | Selecció d'Australia                                              | El més gran de Nova Gal·les del Sud                            | 1999               |
| 12.  |        | Westfalenstadion                      | 81.365    | Dortmund            | Alemanya        | Borussia Dortmund                                                 | El més gran d'Alemanya                                         | 1974               |
| 13.  |        | Estadi de França                      | 81.338    | Saint-Denis         | França          | Selecció de França                                                | El més gran de França                                          | 1998               |
| 14.  |        | Estadi Santiago Bernabéu              | 81.044    | Madrid              | Espanya         | Reial Madrid CF                                                   | El més gran de Comunitat de Madrid                             | 1947 (1954)        |
| 15.  |        | Estadi Luzhniki                       | 81.500    | Moscou              | Rússia          | Selecció de Rússia                                                | El més gran de Rússia                                          | 1956 (2017)        |
| 16.  |        | Estadi Shah Alam                      | 80.172    | Shah Alam           | Malàisia        | Selangor FA                                                       | El segon més gran de Malaisia                                  | 1994               |
| 17.  |        | Estadi Monumental "U"                 | 80.093    | Lima                | Perú            | Universitario de Deportes                                         | El més gran d'Amèrica del Sud                                  | 2000               |
| 18.  |        | Estadi Giuseppe Meazza                | 80.018    | Milà                | Itàlia          | AC Milan, Inter de Milà                                           | El més gran d'Itàlia                                           | 1926 (1955) (1990) |
| 19.  |        | Estadi Olímpic de Guangdong           | 80.012    | Canton              | R.P. de la Xina | Guangzhou Evergrande                                              | El més gran de la Xina                                         | 2001               |
| 20.  |        | Estadi Icònic de Lusail               | 80.000    | Lusail              | Qatar           | Qatar                                                             | El més gran d'Orient Mitjà                                     | 2020               |
| 21.  |        | AT&T Stadium                          | 80.000    | Arlington           | Estats Units    | Dallas Cowboys                                                    | El més gran de Texas                                           | 2009               |
| 22.  |        | Estadi dels Màrtirs                   | 80.000    | Kinshasa            | R.D. del Congo  | Selecció de la RD del Congo, AS Vita Club                         | El més gran de la RD Congo                                     | 1994 (2008)        |
| 23.  |        | National Sports Stadium               | 80.000    | Harare              | Zimbàbue        | Selecció de Zimbàbue                                              | El més gran de Zimbàbue                                        | 1987               |
| 24.  |        | Estadi Nacional de Pequín             | 80.000    | Pequín              | R.P. de la Xina | ---                                                               | El més gran de Pequín                                          | 2008               |
| 25.  |        | Estadi Maracanã                       | 78.838    | Rio de Janeiro      | Brasil          | Selecció de Brasil, CR Flamengo, Fluminense FC                    | El més gran del Brasil                                         | 1950 (2013)        |
| 26.  |        | Los Angeles Memorial Coliseum         | 78.467    | Los Angeles         | Estats Units    | USC Trojans                                                       |                                                                | 1923               |
| 27.  |        | Estadi Azadi                          | 78.124    | Teheran             | Iran            | Selecció de l'Iran, Esteghlal FC, Persepolis FC                   | El més gran de l'Iran                                          | 1973 (2003)        |
| 28.  |        | Estadi Gelora Bung Karno              | 77.193    | Yakarta             | Indonèsia       | Selecció d'Indonèsia                                              | El més gran d'Indonèsia                                        | 1962               |
| 29.  |        | Estadi Olímpic Atatürk                | 76.092    | Istanbul            | Turquia         | Selecció de Turquia                                               | El més gran de Turquia                                         | 2002 (2005)        |
| 30.  |        | Allianz Arena                         | 75.024    | Múnic               | Alemanya        | Bayern de Múnic, TSV 1860 Múnic                                   | El més gran de Baviera                                         | 2005               |
| 31.  |        | Estadi Naghsh-e-Jahan                 | 75.100    | Esfahan             | Iran            | Selecció de l'Iran, Sepahan Isfahan FC                            | El més gran d'Esfahan                                          | 2003               |
| 32.  |        | Estadio Internacional d'Alep          | 75.000    | Alep                | Síria           | Selecció de Síria, Al-Ittihad SC Alep                             | El més gran de Síria                                           |                    |
| 33.  |        | Millennium Stadium                    | 74.500    | Cardiff             | Gal·les         | Selecció de Gal·les                                               | El més gran de Gal·les El tercer més gran del Regne Unit       | 1999               |
| 34.  |        | Estadi Olímpic de Berlín              | 74.475    | Berlín              | Alemanya        | Hertha BSC Berlín                                                 | El més gran de Berlín                                          | 1936 (2006)        |
| 35.  |        | Old Trafford                          | 74.310    | Manchester          | Anglaterra      | Manchester United                                                 | El més gran de North West England                              | 1910 (2006)        |
| 36.  |        | Estadi Internacional del Caire        | 74.100    | El Caire            | Egipte          | Selecció d'Egipte, Al-Ahly SC El Caire, Zamalek SC                | El més gran del Caire                                          | 1960               |
| 37.  |        | Estadi Olímpic de Roma                | 72.698    | Roma                | Itàlia          | Selecció d'Itàlia, AS Roma, SS Lazio                              | El més gran de Laci                                            | 1953 (1990)        |
| 38.  |        | Estadi Internacional de Yokohama      | 72.327    | Yokohama            | Japó            | Selecció del Japó, Yokohama F. Marinos                            | El més gran del Japó                                           | 1998               |
| 39.  |        | NRG Stadium                           | 71.054    | Houston             | Estats Units    | Houston Dynamo                                                    | El segon més gran de Texas                                     | 2002               |
| 40.  |        | Estadi Monumental A. Vespucio Liberti | 70.074    | Buenos Aires        | Argentina       | River Plate, Selecció de l'Argentina                              | El més gran de l'Argentina                                     | 1938 (1958) (1978) |
| 41.  |        | Estadi Olímpic de Kiev                | 70.050    | Kiev                | Ucraïna         | Selecció d'Ucraïna, FC Dynamo de Kiev                             | El més gran d'Ucraïna                                          | 1923 (1941) (2011) |
| 42.  |        | Estadi Olímpic d'Atenes               | 70.030    | Atenes              | Grècia          | Selecció de Grècia, AEK Atenes, Panathinaikos FC                  | El més gran de Grècia                                          | 1982 (2004)        |
| 43.  |        | Estadi Krestovski                     | 70.000    | Sant Petersburg     | Rússia          | FC Zenit Sant Petersburg                                          |                                                                | 2017               |
| 44.  |        | Estadi Olímpic de Seül                | 69.950    | Seül                | Corea del Sud   | ---                                                               | El més gran de Corea del Sud                                   | 1984               |
| 45.  |        | Estadi Mané Garrincha                 | 69.349    | Brasília            | Brasil          | Selecció de Brasil, SE Gama, Brasília FC                          | El més gran de Brasilia                                        | 1974 (2013)        |
| 46.  |        | Estadi Olímpic de Múnic               | 69.250    | Múnic               | Alemanya        |                                                                   |                                                                | 1972               |
| 47.  |        | CenturyLink Field                     | 69.000    | Seattle             | Estats Units    | Seattle Sounders FC                                               | El més gran de Cascàdia El més gran de Washington              | 2002               |
| 48.  |        | Estadi Olímpic Universitari           | 68.954    | Ciutat de Mèxic     | Mèxic           | UNAM Pumas                                                        | El segon més gran de Mèxic                                     | 1952               |
| 49.  |        | Gillette Stadium                      | 68.756    | Foxborough          | Estats Units    | New England Revolution                                            | El més gran de Massachusetts                                   | 2002               |
| 50.  |        | Estadi Olímpic de Bakú                | 68.700    | Bakú                | Azerbaidjan     | Selecció de l'Azerbaidjan                                         | El més gran de l'Azerbaidjan                                   | 2015               |
| 51.  |        | Estadi Metropolitano                  | 68.456    | Madrid              | Espanya         | Club Atlético de Madrid                                           | El tercer més gran d'Espanya                                   | 2017               |
| 52.  |        | Stade Vélodrome                       | 67.374    | Marsella            | França          | Olympique de Marseille                                            | El més gran de Provença-Alps-Costa Blava                       | 1937 (2014)        |
| 53.  |        | Puskás Aréna                          | 67.155    | Budapest            | Hongria         | Selecció d'Hongria                                                | El més gran d'Hongria                                          | 2019               |
| 54.  |        | Estadi Palaran                        | 67.075    | Samarinda           | Indonèsia       | Persisam Putra Samarinda                                          | El més gran de Kalimantan Oriental                             | 2008               |
| 55.  |        | Estadi Morumbi                        | 67.052    | São Paulo           | Brasil          | São Paulo FC                                                      | El més gran de São Paulo                                       | 1960               |
| 56.  |        | Estadi Aderaldo Plácido Castelo       | 67.037    | Fortaleza           | Brasil          | Ceará SC, Fortaleza EC                                            | El més gran de Ceará                                           | 1973               |
| 57.  |        | Estadi Mohamed V                      | 67.000    | Casablanca          | Marroc          | Wydad Casablanca, Raja Casablanca                                 | El més gran del Marroc                                         | 1955               |
| 58.  |        | Estadi 11 de Juny                     | 67.000    | Trípoli             | Líbia           | Selecció de Líbia Al-Ahly SC Trípoli, Al-Ittihad Trípoli          | El més gran de Líbia                                           | 1970               |
| 59.  |        | Estadi Yadegar-e-Emam Sahand Stadium  | 66.833    | Tabriz              | Iran            | Tractor Sazi FC                                                   | El més gran de l'Azerbaidjàn Oriental                          | 1996               |
| 60.  |        | Estadi Mundialista de Seül            | 66.704    | Seül                | Corea del Sud   | Selecció de Corea del Sud, FC Seoul                               | El segon més gran de Seül                                      | 2001               |
| 61.  |        | Estadi de Daegu                       | 66.422    | Daegu               | Corea del Sud   | Daegu FC                                                          | El més gran de Daegu                                           | 2001               |
| 62.  |        | Estadi dels Treballadors              | 66.161    | Pequín              | R.P. de la Xina | Beijing Guoan                                                     | El segon més gran de Pequín                                    | 1959               |
| 63.  |        | Estadi Olímpic de Londres             | 66.000    | Londres             | Anglaterra      | West Ham United                                                   | El segon més gran de Londres                                   | 2012               |
| 64.  |        | Estádio da Luz                        | 65.647    | Lisboa              | Portugal        | Benfica                                                           | El més gran de Portugal                                        | 2003               |
| 65.  |        | Estadi Olímpic de Mont-real           | 65.255    | Mont-real           | Canadà          | ---                                                               | El més gran del Canadà                                         | 1976               |
| 66.  |        | Estadi Centenario                     | 65.235    | Montevideo          | Uruguai         | Selecció de Uruguai                                               | El més gran de l'Uruguai                                       | 1930               |
| 67.  |        | Basora Sports City                    | 65.000    | Bàssora             | Iraq            | Selecció de l'Iraq                                                | El més gran de l'Iraq                                          | 2013               |
| 68.  |        | Estadi Citrus Bowl                    | 65.000    | Orlando             | Estats Units    | Orlando City SC                                                   | El més gran de Florida                                         | 1936               |
| 69.  |        | Estadi Rajamangala                    | 65.000    | Bangkok             | Tailàndia       | Selecció de Tailàndia                                             | El més gran de Tailàndia                                       | 1998               |
| 70.  |        | Estadi 5 de Juliol de 1962            | 64.000    | Alger               | Algèria         | Selecció d'Algèria USM Alger                                      | El més gran d'Algèria                                          | 1972               |
| 71.  |        | Estadi de Saitama                     | 63.700    | Saitama             | Japó            | Urawa Red Diamonds                                                | El més gran de Saitama                                         | 2001               |
| 72.  |        | Estadi Ellis Park                     | 62.567    | Johannesburg        | Sud-àfrica      | Orlando Pirates FC                                                | El segon més gran de Johannesburg                              | 1928 (1982) (2009) |
| 73.  |        | King Abdullah Sports City             | 62.345    | Jiddah              | Aràbia Saudita  | Selecció de l'Aràbia Saudita Al-Ahli SC Jeddah                    | El més gran de La Meca                                         | 2014               |
| 74.  |        | Veltins-Arena                         | 62.271    | Gelsenkirchen       | Alemanya        | FC Schalke 04                                                     | El més gran del Rin del Nord-Westfàlia                         | 2001               |
| 75.  |        | Tottenham Hotspur Stadium             | 62.062    | Londres             | Anglaterra      | Tottenham Hotspur                                                 | El cinquè més gran del Regne Unit El segon més gran de Londres | 2019               |
| 76.  |        | Yizhong Sports Center                 | 62.000    | Tsingtao            | R.P. de la Xina | Qingdao Jonoon F.C.                                               | El més gran de Shandong                                        | 1999 (2012)        |
| 77.  |        | Estadi Rei Fahd                       | 61.781    | Riad                | Aràbia Saudita  | Selecció de l'Aràbia Saudita Al-Hilal, Al-Nassr, Al-Shabab        | El més gran de l'Aràbia Saudita                                | 1987               |
| 78.  |        | Centre Esportiu Olímpic de Nanquín    | 61.443    | Nanquín             | R.P. de la Xina | Jiangsu Sainty                                                    | El més gran de Jiangsu                                         | 2005               |
| 79.  |        | Estadi Benito Villamarín              | 60.721    | Sevilla             | Espanya         | Real Betis Balompié                                               | El més gran d'Andalusia                                        | 1929 (1982) (2017) |
| 80.  |        | Estadi Jawaharlal Nehru               | 60.500    | Cochin              | Índia           | Kerala Blasters                                                   | El més gran de Kerala                                          | 1996               |
| 81.  |        | Estadi Nacional d'Abuja               | 60.491    | Abuja               | Nigèria         | Selecció de Nigèria                                               | El més gran de Nigèria                                         | 2003               |
| 82.  |        | Mercedes-Benz Arena Neckarstadion     | 60.469    | Stuttgart           | Alemanya        | VfB Stuttgart                                                     | El més gran de Baden-Württemberg                               | 1933 (2011)        |
| 83.  |        | Celtic Park                           | 60.400    | Glasgow             | Escòcia         | Celtic FC                                                         | El més gran d'Escòcia                                          | 1892 (1998)        |
| 84.  |        | Emirates Stadium                      | 60.338    | Londres             | Anglaterra      | Arsenal FC                                                        | El tercer més gran de Londres                                  | 2006               |
| 85.  |        | Shenzhen Universiade Sports Centre    | 60.334    | Shenzhen            | R.P. de la Xina | Shenzhen Fengpeng F.C.                                            | El més gran de Canton                                          | 2011               |
| 86.  |        | Stadio San Paolo                      | 60.240    | Nàpols              | Itàlia          | Napoli                                                            | El més gran de Campània                                        | 1959 (1990)        |
| 87.  |        | Stade Municipal de Kintélé            | 60.050    | Brazzaville         | Rep. del Congo  | Selecció de la República del Congo                                | El més gran de la República del Congo                          | 2015               |
| 88.  |        | Estádio do Arruda                     | 60.044    | Recife              | Brasil          | Santa Cruz FC                                                     | El més gran de Pernambuco                                      | 1972               |
| 89.  |        | Estadi Monumental de la Unsa          | 60.000    | Arequipa            | Perú            | Melgar FC                                                         | El més gran d'Arequipa                                         | 1995               |
| 90.  |        | Estadi Jawaharlal Nehru               | 60.000    | Nova Delhi          | Índia           | Delhi Dynamos                                                     | El més gran de Nova Delhi                                      | 1982               |
| 91.  |        | Hefei Olympic Sports Center Stadium   | 60.000    | Hefei               | R.P. de la Xina | Anhui Jiufang                                                     | El més gran d'Anhui                                            | 2008               |
| 92.  |        | Estadi Olímpic de Radès               | 60.000    | Radès               | Tunísia         | Selecció de Tunísia, Espérance de Tunis,                          | El més gran de Tunísia                                         | 2001               |
| 93.  |        | Arena Fonte Nova                      | 60.000    | Salvador            | Brasil          | EC Bahia, EC Vitória, Galícia EC                                  | El més gran de Bahia                                           | 1951 (2013)        |
| 94.  |        | Estadi Internacional Jaber Al-Ahmad   | 60.000    | Kuwait (ciutat)     | Kuwait          | Selecció de Kuwait                                                | El més gran de Kuwait                                          | 2010               |
| 95.  |        | Estadi Nacional Benjamin Mkapa        | 60.000    | Dar es Salaam       | Tanzània        | Selecció de Tanzania, Young Africans                              | El més gran de Tanzània                                        | 2007               |
| 96.  |        | Estadi Léopold Sédar Senghor          | 60.000    | Dakar               | Senegal         | Selecció del Senegal, ASC Jeanne d'Arc                            | El més gran del Senegal                                        | 1985               |
| 97.  |        | Moi International Sports Centre       | 60.000    | Nairobi             | Kenya           | Selecció de Kenya                                                 | El més gran de Kenya                                           | 1987               |
| 98.  |        | Estadi Olímpic de Shenyang            | 60.000    | Shenyang            | R.P. de la Xina | Guangzhou R&F                                                     | El més gran de Liaoning                                        | 2008               |
| 99.  |        | Estadi Al Bayt                        | 60.000    | Al Khor             | Qatar           |                                                                   |                                                                | 2019               |
| 100. |        | Parc Olympique Lyonnais               | 59.168    | Lió                 | França          | Olympique Lyonnais                                                | El més gran de Alvèrnia-Roine-Alps                             | 2016               |
| 101. |        | Chongqing Olympic Sports Center       | 58.680    | Chongqing           | R.P. de la Xina | Chongqing Lifan FC                                                | El més gran de Chongqing                                       | 2004               |
| 102. |        | Estadi Tianhe                         | 58.500    | Guangzhou           | R.P. de la Xina | Guangzhou Evergrande                                              | El segon més gran de Guangdong                                 | 1987               |
| 103. |        | Estadi San Nicola                     | 58.270    | Bari                | Itàlia          | AS Bari                                                           | El més gran de la Pulla                                        | 1990               |
| 104. |        | Estadi Mineirão                       | 58.170    | Belo Horizonte      | Brasil          | Atlético Mineiro, Cruzeiro EC                                     | El més gran de Minas Gerais                                    | 1965 (2010)        |
| 105. |        | Estadi Nacional de Varsòvia           | 58.145    | Varsòvia            | Polònia         | Selecció de Polònia                                               | El més gran de Polònia                                         | 2012               |
| 106. |        | Estadi Olímpic de la Cartuja          | 57.619    | Sevilla             | Espanya         | ---                                                               | El segon més gran de Sevilla                                   | 1999               |
| 107. |        | Estadi Mon. Isidro Romero Carbo       | 57.267    | Guayaquil           | Equador         | Barcelona Sporting Club                                           | El més gran de l'Equador                                       | 1987               |
| 108. |        | Imtech Arena                          | 57.030    | Hamburg             | Alemanya        | Hamburger SV                                                      | El més gran d'Hamburg                                          | 2000               |
| 109. |        | Estadi Mario Alberto Kempes           | 57.000    | Córdoba             | Argentina       | CA Talleres de Córdoba, CA Belgrano de Córdoba                    | El més gran de Córdoba                                         | 1978 (2011)        |
| 110. |        | Estadi de Xangai                      | 56.842    | Xangai              | R.P. de la Xina | Shanghai East Asia                                                | El més gran de Xangai                                          | 1999               |
| 111. |        | Jinan Olympic Sports Center           | 56.808    | Jinan               | R.P. de la Xina | Shandong Luneng Taishan                                           | El segon més gran de Shandong                                  | 2009               |
| 112. |        | Estadi Jalisco                        | 56.713    | Guadalajara         | Mèxic           | Atlas Guadalajara                                                 | El més gran de Jalisco                                         | 1960               |
| 113. |        | Commonwealth Stadium                  | 56.302    | Edmonton            | Canadà          | ---                                                               | El més gran d'Alberta                                          | 1978               |
| 114. |        | Estadi Olímpic Lluís Companys         | 55.926    | Barcelona           | Catalunya       | Selecció de Catalunya                                             | El segon més gran de Catalunya                                 | 1929 (1989)        |
| 115. |        | Arena do Grêmio                       | 55.662    | Porto Alegre        | Brasil          | Grêmio FBPA                                                       | El més gran de Rio Grande do Sul                               | 2012               |
| 116. |        | Arena Națională                       | 55.634    | Bucarest            | Romania         | Selecció de Romania                                               | El més gran de Romania                                         | 2011               |
| 117. |        | Estadi Rajko Mitić                    | 55.538    | Belgrad             | Sèrbia          | Estrella Roja de Belgrad                                          | El més gran de Sèrbia                                          | 1963               |
| 118. |        | Estadi Ciutat de Manchester           | 55.097    | Manchester          | Anglaterra      | Manchester City                                                   | El segon més gran del North West England                       | 2002               |
| 119. |        | Estadi de Mestalla                    | 55.000    | Valencia            | València        | València CF                                                       | El més gran del País Valencià                                  | 1923               |
| 120. |        | Estadi Nacional de Singapur           | 55.000    | Singapur            | Singapur        | Selecció de Singapur                                              | El més gran de Singapur                                        | 2014               |
| 121. |        | Estadi Nacional de Kaohsiung          | 55.000    | Kaohsiung           | Taiwan          | Selecció de la Xina Taipei                                        | El més gran de Taiwan                                          | 2009               |
| 122. |        | Estadi Helong                         | 55.000    | Changsha            | R.P. de la Xina | Changsha Ginde FC                                                 | El més gran de Hunan                                           | 1987               |
| 123. |        | Estadi de Ciudad del Cap              | 55.000    | Ciutat del Cap      | Sud-àfrica      | Ajax Cape Town                                                    | El més gran del Cap Occidental                                 | 2009               |
| 124. |        | Estadi Gelora Bung Tomo               | 55.000    | Surabaya            | Indonèsia       | Persebaya Surabaya                                                | El més gran de Java Oriental                                   | 2010               |
| 125. |        | Plovdiv Stadium                       | 55.000    | Plòvdiv             | Bulgària        | ---                                                               | El més gran de Bulgària                                        | 1950 (1962) (1991) |
| 126. |        | Tianjin Olympic Center Stadium        | 54.696    | Tientsin            | R.P. de la Xina | Tianjin Teda                                                      |                                                                | 2006               |
| 127. |        | Esprit Arena                          | 54.600    | Düsseldorf          | Alemanya        | Fortuna Düsseldorf                                                |                                                                | 2004               |
| 128. |        | Estadi Borís Paitxadze                | 54.549    | Tbilisi             | Geòrgia         | Selecció de Geòrgia, FC Dinamo Tbilisi                            |                                                                | 1976               |
| 129. |        | Estadi de Silèsia                     | 54.477    | Chorzów             | Polònia         | GKS Katowice KS Ruch Chorzów                                      |                                                                | 1956 (2017)        |
| 130. |        | Wuhan Sports Center Stadium           | 54.357    | Wuhan               | R.P. de la Xina | ---                                                               |                                                                | 2006               |
| 131. |        | Estadi BC Place                       | 54.320    | Vancouver           | Canadà          | Vancouver Whitecaps FC                                            |                                                                | 1983               |
| 132. |        | Estadi Hrazdan                        | 54.208    | Erevan              | Armènia         | Selecció d'Armènia Ararat Yerevan                                 |                                                                | 1970               |
| 133. |        | Estadio Serra Dourada                 | 54.084    | Goiânia             | Brasil          | Goiás EC, Vila Nova, Atlético Goianiense                          |                                                                | 1975               |
| 134. |        | Anfield                               | 54.074    | Liverpool           | Anglaterra      | Liverpool FC                                                      |                                                                | 1884 (2017)        |
| 135. |        | Borussia-Park                         | 54.057    | Mönchengladbach     | Alemanya        | Borussia Mönchengladbach                                          |                                                                | 2004               |
| 136. |        | Estadi Alberto J. Armando             | 54.000    | Buenos Aires        | Argentina       | Boca Juniors, Selecció de l'Argentina                             |                                                                | 1940 (1996)        |
| 137. |        | Estadi Moses Mabhida                  | 54.000    | Durban              | Sud-àfrica      | AmaZulu FC                                                        |                                                                | 2009               |
| 138. |        | Estadi Asiad de Busan                 | 53.864    | Busan               | Corea del Sud   | Busan IPark FC                                                    |                                                                | 2001               |
| 139. |        | Estadi BBVA                           | 53.500    | Monterrey           | Mèxic           | CF Monterrey                                                      | El més gran de Nuevo León                                      | 2015               |
| 140. |        | Adelaide Oval                         | 53.500    | Adelaide            | Austràlia       | Adelaide United FC                                                |                                                                | 1871               |
| 141. |        | Johan Cruijff Arena                   | 53.490    | Amsterdam           | Països Baixos   | AFC Ajax                                                          |                                                                | 1996               |
| 142. |        | Estadi Cuscatlán                      | 53.400    | San Salvador        | El Salvador     | Selecció del Salvador                                             | El més gran d'Amèrica Central                                  | 1976               |
| 143. |        | Docklands Stadium                     | 53.359    | Melbourne           | Austràlia       | Selecció d'Austràlia, Melbourne Victory                           |                                                                | 2000               |
| 144. |        | Estadi Parque do Sabiá                | 53.350    | Uberlândia          | Brasil          | Uberlânia EC                                                      |                                                                | 1982               |
| 145. |        | Estadi de San Mamés                   | 53.332    | Bilbao              | País Basc       | Athletic Club                                                     | El més gran del País Basc                                      | 2013               |
| 146. |        | Estadi Internacional d'Alep           | 53.200    | Alep                | Síria           | Al-Ittihad SC                                                     | El més gran de Síria                                           | 2007               |
| 147. |        | Estadi Ciutat de La Plata             | 53.000    | La Plata            | Argentina       | Estudiantes de La Plata, Gimnasia y Esgrima La Plata              |                                                                | 2011               |
| 148. |        | Kozhikode EMS Stadium                 | 53.000    | Kozhikode           | Índia           | ---                                                               |                                                                | 1977               |
| 149. |        | Estadi Yellow Dragon                  | 52.672    | Hangzhou            | R.P. de la Xina | Hangzhou Greentown FC                                             |                                                                | 2000               |
| 150. |        | Türk Telekom Arena                    | 52.652    | Istanbul            | Turquia         | Galatasaray SK                                                    |                                                                | 2011               |
| 151. |        | Suncorp Stadium                       | 52.500    | Brisbane            | Austràlia       | Brisbane Roar FC                                                  |                                                                | 1914               |
| 152. |        | St. James' Park                       | 52.405    | Newcastle upon Tyne | Anglaterra      | Newcastle United FC                                               |                                                                | 1880               |
| 153. |        | Estadi Príncipe Moulay Abdellah       | 52.000    | Rabat               | Marroc          | FAR Rabat                                                         |                                                                | 1983               |
| 154. |        | Estadi Kings Park                     | 52.000    | Durban              | Sud-àfrica      | Lamontville Golden Arrows FC                                      |                                                                | 1891 (1990)        |
| 155. |        | Estadi Newlands                       | 51.900    | Ciutat del Cap      | Sud-àfrica      |                                                                   |                                                                | 1890               |
| 156. |        | Hampden Park                          | 51.800    | Glasgow             | Escòcia         | Selecció d'Escòcia, Queen's Park FC                               |                                                                | 1903 (1999)        |
| 157. |        | Estadi Monumental de Maturín          | 51.796    | Maturín             | Veneçuela       | Monagas Sport Club                                                | El més gran de Veneçuela                                       | 2007               |
| 158. |        | Estadi Loftus Versfeld                | 51.762    | Pretòria            | Sud-àfrica      | Supersport United FC                                              |                                                                | 1923 (2008)        |
| 159. |        | Aviva Stadium                         | 51.700    | Dublín              | Irlanda         | Selecció d'Irlanda                                                |                                                                | 2010               |
| 160. |        | Guiyang Olympic Sports Center         | 51.638    | Guiyang             | R.P. de la Xina | ---                                                               |                                                                | 2010               |
| 161. |        | Hohhot City Stadium                   | 51.632    | Hohhot              | R.P. de la Xina | ---                                                               |                                                                | 2007               |
| 162. |        | Donbass Arena                         | 51.504    | Donetsk             | Ucraïna         | Xakhtar Donetsk                                                   |                                                                | 2009               |
| 163. |        | Deutsche Bank Park                    | 51.500    | Frankfurt           | Alemanya        | Eintracht Frankfurt                                               |                                                                | 1925               |
| 164. |        | Estadi Presidente Perón               | 51.389    | Buenos Aires        | Argentina       | Racing Club de Avellaneda                                         |                                                                | 1950               |
| 165. |        | Estadi Beira-Rio                      | 51.300    | Porto Alegre        | Brasil          | SC Internacional                                                  |                                                                | 1969 (2014)        |
| 166. |        | Estadi İzmir Atatürk                  | 51.295    | Esmirna             | Turquia         | Altay Spor Kulübü Göztepe Izmir                                   |                                                                | 1971 (2005)        |
| 167. |        | Stadion Feijenoord                    | 51.117    | Rotterdam           | Països Baixos   | Feyenoord Rotterdam                                               |                                                                | 1937 (1994)        |
| 168. |        | Estadi Ghadir                         | 51.000    | Ahwaz               | Iran            | Foolad Khuzestan FC, Esteghlal Khuzestan                          |                                                                | 2012               |
| 169. |        | Ibrox Stadium                         | 51.000    | Glasgow             | Escòcia         | Rangers FC                                                        |                                                                | 1899 (1991)        |
| 170. |        | Estadi Ecopa de Shizuoka              | 50.889    | Shizuoka            | Japó            | Júbilo Iwata Shimizu S-Pulse                                      |                                                                | 2001               |
| 171. |        | Ernst Happel Stadion                  | 50.865    | Viena               | Àustria         | Selecció d'Àustria                                                |                                                                | 1931 (1986)        |
| 172. |        | Friends Arena                         | 50.653    | Solna, Estocolm     | Suècia          | Selecció de Suècia, AIK Solna                                     |                                                                | 2012               |
| 173. |        | Estadi Libertadores de América        | 50.595    | Buenos Aires        | Argentina       | Club Atlético Independiente                                       |                                                                | 1928 (2009)        |
| 174. |        | Şükrü Saracoğlu Stadyumu              | 50.509    | Istanbul            | Turquia         | Fenerbahçe SK                                                     |                                                                | 1907 (2003)        |
| 175. |        | Estádio do Dragão                     | 50.431    | Porto               | Portugal        | FC Porto                                                          |                                                                | 2003               |
| 176. |        | Stanford Stadium                      | 50.424    | Palo Alto           | Estats Units    |                                                                   |                                                                | 1921 (2006)        |
| 177. |        | Stade Pierre-Mauroy                   | 50.186    | Villeneuve-d'Ascq   | França          | Lille OSCM                                                        |                                                                | 2012               |
| 178. |        | Estadi Rei Balduí                     | 50.122    | Brussel·les         | Bèlgica         | Selecció de Bèlgica                                               |                                                                | 1930 (1995)        |
| 179. |        | Estadi Ajinomoto                      | 50.100    | Chōfu, Tòquio       | Japó            | FC Tokyo, Tokyo Verdy                                             |                                                                | 2001               |
| 180. |        | Estádio José Alvalade                 | 50.095    | Lisboa              | Portugal        | Sporting de Lisboa                                                |                                                                | 2003               |
| 181. |        | Estadi Nacional del Perú              | 50.000    | Lima                | Perú            | Selecció de fútbol del Perú                                       |                                                                | 1927 (2011)        |
| 182. |        | Estadi Kim Il-sung                    | 50.000    | Pyongyang           | Corea del Nord  | Pyongyang Sports Club                                             | El segon més gran de Corea del Nord                            | 1926 (1982)        |
| 183. |        | Estadi Al-Shaab                       | 50.000    | Bagdad              | Iraq            | Selecció de l'Iraq                                                |                                                                | 1966               |
| 184. |        | RheinEnergieStadion                   | 50.000    | Colònia             | Alemanya        | 1. FC Köln                                                        |                                                                | 2004               |
| 185. |        | Harbin Sports City Center Stadium     | 50.000    | Harbin              | R.P. de la Xina | Harbin Yiteng                                                     |                                                                | 1996               |
| 186. |        | Eden Park                             | 50.000    | Auckland            | Nova Zelanda    | ---                                                               |                                                                | 1900               |
| 187. |        | Heroes National Stadium               | 50.000    | Lusaka              | Zàmbia          | Selecció de Zàmbia                                                |                                                                | 2014               |
| 188. |        | Estadi 11 de Novembro                 | 50.000    | Luanda              | Angola          | Selecció d'Angola, Primeiro de agosto, Petro Luanda               |                                                                | 2009               |
| 189. |        | Henan Provincial Stadium              | 50.000    | Zhengzhou           | R.P. de la Xina | ---                                                               |                                                                |                    |
| 190. |        | Jiangxi Olympic Sports Center         | 50.000    | Nanchang            | R.P. de la Xina | ---                                                               |                                                                | 2010               |
| 191. |        | Frankenstadion                        | 50.000    | Nuremberg           | Alemanya        | 1. FC Nuremberg                                                   |                                                                | 1991               |
| 192. |        | Stade 19 de Maig de 1956              | 50.000    | Annaba              | Algèria         | USM Annaba                                                        |                                                                | 1987               |
| 193. |        | Xinjiang Sports Centre                | 50.000    | Ürümchi             | R.P. de la Xina | ---                                                               |                                                                | 2005               |
| 194. |        | Hiroshima Big Arch                    | 50.000    | Hiroshima           | Japó            | Sanfrecce Hiroshima FC                                            |                                                                | 1992               |
| 195. |        | Jilin People's Stadium                | 50.000    | Jilin               | R.P. de la Xina | ---                                                               |                                                                |                    |
| 196. |        | Estadi Olímpic de Phnom Penh          | 50.000    | Phnom Penh          | Cambodja        | Selecció de Cambodja                                              |                                                                | 1964               |
| 197. |        | Stade du 26 Mars                      | 50.000    | Bamako              | Mali            | Stade Malien de Bamako                                            |                                                                | 2001               |
| 198. |        | Estadi Sultan Mizan Zainal Abidin     | 50.000    | Kuala Terengganu    | Malàisia        | Terengganu FA                                                     |                                                                | 2008               |